# Hannelore Cayre
Hannelore Cayre, née le 24 février 1963 à Neuilly-sur-Seine, est une romancière, scénariste et réalisatrice française. Elle est également avocate pénaliste au barreau de Paris.

## Biographie

### Parcours professionnel
Après des études de droit, Hannelore Cayre exerce en tant que directrice financière à France 3 Cinéma jusqu’en 1991. Elle se remet d’un grave accident de voiture jusqu’en 1997, date à laquelle elle prête serment au barreau de Paris en tant qu’avocate pénaliste. Ce métier lui inspire l’écriture de son premier livre en 2004. Elle écrit depuis.

### Littérature et cinéma
Alors qu’elle est avocate pénaliste au barreau de Paris, Hannelore Cayre commence sa carrière d’écrivain avec une trilogie mettant en scène Christophe Leibowitz-Berthier.
En 2009, elle réalise son premier long métrage Commis d'office qui, sur fond de l’histoire du premier opus, reprend différents éléments de la trilogie. Christophe Leibowitz devient dans le film Antoine Laoud, interprété par Roschdy Zem.
Pendant cette période, elle collabore à la revue XXI et signe trois reportages.
En 2012, elle publie Comme au cinéma - Petite fable judiciaire.
En 2017 paraît La Daronne qui gagne plusieurs prix dont le Prix du polar européen et le Grand prix de littérature policière. Le réalisateur Jean-Paul Salomé adapte le roman au cinéma avec Isabelle Huppert dans le rôle principal. Hannelore Cayre coécrit le scénario avec Salomé.
Richesse oblige est publié en 2020. La même année, elle s’essaye pour la première fois à la science-fiction avec Malossol Beach, une bande dessinée mise en image par le dessinateur Valty et éditée dans une micro maison d’édition, La Valtynière, fondée par le dessinateur lui-même.
Les Doigts coupés, premier roman noir préhistorique[réf. nécessaire], est publié en 2024.

## Publications

### Romans
Tous ses romans sont publiés aux éditions Métailié.
- 2004 : Commis d'office
- 2005 : Toiles de maître
- 2007 : Ground XO
- 2012 : Comme au cinéma - Petite fable judiciaire
- 2017 : La Daronne
- 2020 : Richesse oblige
- 2024 : Les Doigts coupés

### Bande dessinée
- 2020 : Malossol beach, dessin de Pascal Valty, éditions La Valtynière

## Filmographie

### Comme scénariste
- 2009 : Commis d'office d'elle-même
- 2009 : La Guerre des saintes (téléfilm) de Giordano Gederlini
- 2020 : La Daronne de Jean-Paul Salomé

### Comme réalisatrice
- 1993 : Albertina a maigri  (court métrage)
- 1994 : Vivre son patrimoine (court métrage)
- 2002 : Fuck Halloween (court métrage)
- 2009 : Commis d'office

### Comme actrice
- 2009 : Commis d'office
- 2015 : À trois on y va de Jérôme Bonnell

## Récompenses et distinctions

### Récompenses
- Prix Procirep 1992 pour le court métrage Albertina a maigri[réf. nécessaire]
- Festival du film de sexualité alternative 2002 : prix spécial du jury pour le court métrage Fuck Halloween[réf. nécessaire]
- Prix Polar derrière les murs 2005 pour Commis d'office[réf. nécessaire]
- Prix du polar européen 2017 pour La Daronne[4],[5]
- Grand prix de littérature policière 2017 pour La Daronne[6]
- Prix des Lecteurs 2017 - Festival du Polar Villeneuve-lès-Avignon pour La Daronne
- Prix du noir historique 2020 - Les rendez-vous de l'histoire de Blois pour Richesse oblige[7]
- Crime Fiction in Translation Dagger 2020 pour The Godmother (La Daronne)[8]

### Nominations et sélections
- Festival du film de femmes de Créteil 1994 : sélection pour le court métrage Vivre son patrimoine[réf. nécessaire]
- Prix Barry 2020 : meilleur livre de poche original pour The Godmother (La Daronne)[9]
- César 2021: César de la meilleure adaptation pour La Daronne [10]